# Китайгородський Ісаак Ілліч
Ісаак Ілліч Китайгородский (1888–1965) — фізикохімік, фахівець в галузі технології виготовлення скла, засновник і перший завідувач кафедри хімічної технології скла і ситалів, професор Московського хіміко-технологічного інституту імені Д. І. Менделєєва. Лауреат Ленінської (1963) і двох Сталінських премій третього ступеня (1941, 1950). Заслужений діяч науки і техніки Російської РФСР (1959).

## Життєпис
Ісаак Китайгородський народився 15 (27 квітня) 1888 року в Кременчуці (нині Полтавська область). У 1910 році закінчив Київський політехнічний інститут. З 1933 по 1965 роки працював професором Московського хіміко-технологічного інституту імені Д. І. Менделєєва.
Помер 26 червня 1965 року. Похований в Москві на Новодівичому кладовищі (ділянка № 6).
Син — Олександр Китайгородський.

## Наукові досягнення
Ісаак Китайгородський розробляв технології варіння скла, а також піноскла і надміцного штучного каменю. Під його керівництвом був створений новий клас склокристалічних матеріалів, які отримали назву ситали.
Написав відомий підручник, присвячений проблемам технології виготовлення скла, виданий крім російської ще й німецькою, угорською та чеською мовами.

## Нагороди і премії
- Сталінська премія третього ступеня (1941) — за розробку інтенсифікації процесу варіння та вироблення скла
- Сталінська премія третього ступеня (1950) — за створення нового будівельно-ізоляційного матеріалу «Піноскло»
- Ленінська премія (1963) Файл:Китайгородский Исаак Ильич.jpg Могила на Новодівичому кладовищі у Москві

Могила на Новодівичому кладовищі у Москві

- Заслужений діяч науки і техніки Російської РФСР (1959)
- чотири ордени і медалі